# Cuajinicuil, El Barrio de la Soledad
Cuajinicuil är en ort i Mexiko.   Den ligger i kommunen El Barrio de la Soledad och delstaten Oaxaca, i den sydöstra delen av landet, 500 km sydost om huvudstaden Mexico City. Cuajinicuil ligger 161 meter över havet och antalet invånare är 156.
Terrängen runt Cuajinicuil är huvudsakligen platt. Cuajinicuil ligger nere i en dal. Runt Cuajinicuil är det glesbefolkat, med 20 invånare per kvadratkilometer. Närmaste större samhälle är Matías Romero, 6,6 km norr om Cuajinicuil. Omgivningarna runt Cuajinicuil är en mosaik av jordbruksmark och naturlig växtlighet.